# باسل سمیح
باسل سمیح (انگلیسی: Basel Samih؛ زادهٔ ۱۷ ژوئن ۱۹۸۱) یک بازیکن فوتبال اهل قطر است.

## باشگاهی
از باشگاه‌هایی که در آن بازی کرده‌است می‌توان به السد، العربی قطر، الخور، الاهلی قطر، الجیش قطر، المسیمیر اشاره کرد.